# Проходки для кровли
Проходки кровли используются для герметизации отверстий в кровле диаметром от 3 мм до 600 мм при монтаже дымоходов, вентиляции и прочего.
Благодаря эластичности материала проходки кровли плотно прилегают к поверхности крыш разной конфигурации. Тем самым они создают высокую степень герметичности независимо от местоположения трубы, гася её вибрацию и смещение, вызываемое расширением и сжатием, а также давлением массы снега, скапливающегося на поверхности крыши.

## Изготовление
Изготавливаются проходки кровли из резины EPDM или силикона, которые устойчивы к атмосферным и погодным воздействиями, и сохраняют свои свойства при температуре от −55 °C до +150 °C (для силикона до +200 °C) и обладают долгим сроком службы.
Для обустройства вентиляционной системы изготавливаются кровельные проходки нескольких типов:
- без клапана — вентиляция всегда находится в действующем состоянии;
- с вентиляционным клапаном, предусматривающим ручное управление;
- с автоматизированным клапаном — управлять им можно дистанционно.

## Установка
Проходки кровли подбираются для диапазона труб от 3 мм до 600 мм. Благодаря конструкции — конусным уступам с наклоном в 20 градусов, проходки кровли можно установить на крыше почти с любым уклоном.